# Ладице
Ладице (слч. Ladice) насељено је мјесто са административним статусом сеоске општине (слч. obec) у округу Злате Моравце, у Њитранском крају, Словачка Република.

## Становништво
| Година:    | 1994. | 2004.   | 2014.   | 2024.   |
| ---------- | ----- | ------- | ------- | ------- |
| Број људи: | 844   | 800     | 741     | 719     |
| Разлика:   |       | -5,21 % | -7,37 % | -2,96 % |

| Година:    | 2023. | 2024.   |
| ---------- | ----- | ------- |
| Број људи: | 732   | 719     |
| Разлика:   |       | -1,77 % |

Према подацима о броју становника из 2011. године насеље је имало 742 становника.